# Jethro Teall
Jethro Justinian Harris Teall, född 5 januari 1849, död 2 juli 1924, var en brittisk geolog.
Teall invaldes som fellow av Royal Society 1890 och som korresponderande ledamot av Geologiska Föreningen i Stockholm 1903. Geological Society of London tilldelade honom Bigsbymedaljen 1889 och Wollastonmedaljen 1905.  Mineralet teallit är uppkallat efter honom.